# Athen. Eine literarische Einladung
Athen. Eine literarische Einladung ist eine  Anthologie von Birgit Hildebrand und Konstantinos Kosmas. Das Buch erschien 2009 im Verlag Klaus Wagenbach in Berlin.

## Inhalt
Die Anthologie besteht aus 13 Erzählungen und Gedichten der griechischen Autoren
- Nikos Papandreou
- Giorgos Seferis
- Michalis Fakinos
- Petros Markaris
- Katerina Angelaki-Rooke
- Marios Chakkas
- Nikos Panajotopoulos
- Amanda Michalopoulou
- Angela Dimitrakaki
- Jannis Ritsos
- Vassilis Alexakis
- Kostas Katsoularis
- Kostas Tachtsis

und einem gemeinsam verfassten Nachwort der beiden Herausgeber.

### Nikos Papandreou: Athen, Mai 1989
In der Erzählung, die im Jahre 1989 spielt, bekommt der Ich-Erzähler den Auftrag, eine Studie über die Verfügbarkeit von Klassenzimmern für Schüler bis ins Jahr 2005 zu erstellen. Es gibt zwar zu der damaligen Zeit einen großen Mangel an Klassenzimmer, aber bedingt durch den demographischen Wandel wird es später einen Überschuss an Klassenzimmer geben.
Der Ich-Erzähler beschreibt weiterhin seine Eindrücke von Athen, das er mit den öffentlichen Verkehrsmitteln durchquert. Da er lange in den USA gelebt hat, versucht er, die Stadt aus der Sicht eines amerikanischen Touristen auf sich wirken zu lassen.

### Giorgos Seferis: Sechs Nächte auf der Akropolis. Vierte Nacht
Die Geschichte handelt von einem Ich-Erzähler, der mit seiner Geliebten Salome, die eigentlich Bilio heißt, die Akropolis besucht. Obwohl sie die Liebe des Ich-Erzählers nicht erwidert, fühlt sich dieser in ihrer Gegenwart glücklich.

### Michalis Fakinos: Die Klippe
In einem Brief an einen Jorgakis schildert der Ich-Erzähler die Erfahrung, dass er einen Zigarettenstummel weggeworfen hat und dieser aufrecht stehengeblieben ist. Diese Tatsache hat den Ich-Erzähler zutiefst verwundert.

### Petros Markaris: Die Stadt der kleinen Atempausen
Es wird beschrieben, dass den Erzähler die Athinas-Straße am meisten an Istanbul erinnert. Weiterhin ist für ihn Athen in der Nacht schöner als am Tag und er schildert, dass sich die wahre Hässlichkeit der Stadt in den kitschigen Villen der neureichen Vorstädte zeige.

### Katerina Angelaki-Rooke: Akropolis – Botanischer Garten
Das Gedicht beginnt mit den Worten „Es gibt Orte, die plötzlich das Leben bedeuten“. Im weiteren Verlauf werden Eindrücke aus dem modernen Athen der antiken Kultur gegenübergestellt. Der Text endet mit einem Blick zur Akropolis.

### Marios Chakkas: Das Bidet
Der Ich-Erzähler kommt in seiner Jugend aus der Provinz in eine einfache Athener Wohnung ohne Toilette. Als seine Frau zusammen mit ihm das Bad des gemeinsamen Hauses einrichtet, regt es ihn aber auf, dass seine Ehefrau ein Bidet hat einbauen lassen.

### Nikos Panajotopoulos: Die zweigeteilte Stadt
In diesem Text wird die Linie der Straßenbahn beschrieben, die Athen in zwei Teile zerschneidet. Es wird das städtebauliche Chaos und die große soziale Ungleichheit in der Stadt beschrieben. Dennoch hat der Autor zu seiner Stadt eine Hassliebe entwickelt, die sich nur schwer rational erklären lässt.

### Amanda Michalopoulou: Die Kunstlederjacke
Zur Zeit ihres Abschlusses am amerikanischen College beginnt die Ich-Erzählerin eine Beziehung mit Menelaos. Sie treffen sich immer wieder, während sie in einem Ferienjob Toto-Scheine auszählt. Nach Jahren ist der synthetische Geruch von Menelaos’ Kunstlederjacke die einzige Erinnerung, die sie an diese Zeit hat.

### Angela Dimitrakaki: Der wiederentdeckte Errinyos
Die Schülerinnen Katerina, Ioanna, Rachel und Elisa schreiben sich 20 Jahre nach ihrer Schulzeit zu Beginn der 1980er Jahre. Dabei erinnern sie sich an die damalige Pop-Kultur und ihre Unlust während des Unterrichts. Auch die bei ihnen beliebte Lehrerin Nardi-Kotidi wird über ihren späteren Werdegang befragt.

### Jannis Ritsos: Eine Athener Straße
Das Gedicht handelt von einem blinden Straßenmusiker, einem blinden Losverkäufer und einem blinden Hund. Als eines Tages ihre Rollen vertauscht werden, klingt die Musik besonders schön.

### Vassilis Alexakis: In Kolonaki
Bei einem Spaziergang im Kolonaki-Viertel fällt dem Erzähler auf, dass dort die Straßen nach antiken Persönlichkeiten benannt sind. An seinen Altgriechischunterricht erinnert er sich hingegen nur ungern und er gesteht, dass er die altgriechischen Klassiker nur als Parodie oder in der Form von Comics genießen könne.

### Kostas Katsoularis: Schuhe und Hosen
Der Ich-Erzähler trifft nach vielen Jahren seinen Jugendfreund Dionysis in einem Athener Restaurant wieder. Die beiden haben sich sehr verändert und voneinander entfremdet. Als in dem Lokal ein Roma-Junge singt und tanzt, findet Dionysis daran zunächst gefallen, bis er bemerkt, dass er von dem Jungen bestohlen worden ist.

### Kostas Tachtsis: Athen, meine Großmutter
Der Ich-Erzähler beharrt mehrmals darauf, sich als Athener zu bezeichnen, obwohl er in Thessaloniki geboren ist. Er hat fast sein ganzes Leben in Athen verbracht. Zwar sieht er die Modernisierung der Stadt skeptisch und beklagt, dass es sich um die hässlichste Stadt der Welt handele, dennoch identifiziert er sich mit ihr.

## Kritik
„Leider ist dieser Athener Widerspruch (und viele andere) nicht zu erklären. Nur auf immer wieder neue Weise staunend zu konstatieren – so wie es die dreizehn Autoren in Gedichten, Erzählungen und Romanausschnitten getan haben, die Birgit Hildebrand und Konstantinos Kosmas in dem schönen Band „Athen. Eine literarische Einladung“ versammelt haben.“

## Ausgaben
- Birgit Hildebrand, Konstantinos Kosmas: Athen. Eine literarische Einladung.  Wagenbach, Berlin, 2009, ISBN 978-3-8031-1261-3